# Corrie de Bruin
Pour les articles homonymes, voir De Bruin.
Corrie de Bruin (née le 26 octobre 1976 à Dordrecht) est une athlète néerlandaise, spécialiste du lancer du poids et du lancer du disque.

## Biographie

### Palmarès
| Date | Compétition                    | Lieu            | Résultat | Épreuve          | Performance |
| ---- | ------------------------------ | --------------- | -------- | ---------------- | ----------- |
| 1993 | Championnats d'Europe juniors  | Saint-Sébastien | 3e       | Lancer du poids  | 16,76 m     |
| 1993 | Championnats d'Europe juniors  | Saint-Sébastien | 1re      | Lancer du disque | 55,30 m     |
| 1994 | Championnats du monde juniors  | Lisbonne        | 4e       | Lancer du poids  | 16,76 m     |
| 1994 | Championnats du monde juniors  | Lisbonne        | 1re      | Lancer du disque | 55,18 m     |
| 1995 | Championnats du monde en salle | Barcelone       | 10e      | Lancer du poids  | 16,90 m     |
| 1995 | Championnats d'Europe juniors  | Nyíregyháza     | 1re      | Lancer du poids  | 17,76 m     |
| 1995 | Championnats d'Europe juniors  | Nyíregyháza     | 1re      | Lancer du disque | 57,46 m     |
| 1995 | Universiade                    | Fukuoka         | 3e       | Lancer du poids  | 17,82 m     |
| 1997 | Championnats du monde en salle | Paris           | 12e      | Lancer du poids  | 17,36 m     |
| 1997 | Championnats d'Europe espoirs  | Turku           | 2e       | Lancer du poids  | 18,06 m     |
| 1997 | Championnats d'Europe espoirs  | Turku           | 1re      | Lancer du disque | 57,72 m     |
| 1997 | Universiade                    | Catane          | 2e       | Lancer du poids  | 18,65 m     |
| 1998 | Championnats d'Europe en salle | Valence         | 3e       | Lancer du poids  | 18,97 m     |
| 1998 | Championnats d'Europe          | Budapest        | 7e       | Lancer du poids  | 18,28 m     |

### Records
| Épreuve          | Épreuve          | Performance  | Lieu      | Date            |
| ---------------- | ---------------- | ------------ | --------- | --------------- |
| Lancer du poids  | En plein air     | 18,87 m (RN) | Arnhem    | 18 juillet 1998 |
| Lancer du poids  | En salle         | 18,97 m      | Valence   | 28 février 1998 |
| Lancer du disque | Lancer du disque | 63,88 m      | Groningue | 11 juillet 1998 |